# U 965
U 965 war ein deutsches U-Boot vom Typ VII C, ein sogenanntes „Atlantikboot“, das durch die Deutsche Kriegsmarine während des U-Boot-Krieges im Zweiten Weltkrieg im Nordatlantik, im Nordmeer und im Eismeer eingesetzt wurde.

## Technische Daten
Ein VII C-Boot wurde bei der Überwasserfahrt von zwei 1400 PS starken Dieselmotoren angetrieben und erreichte eine Geschwindigkeit von 17 kn. Unter Wasser konnte so ein U-Boot mithilfe der zwei Elektromotoren mit je 375 PS 7,6 kn Fahrt machen. Die Leistungskraft der Batterien ermöglichte diese Höchstgeschwindigkeit bei der Unterwasserfahrt allerdings nur für eine Stunde. Bei geringerer Geschwindigkeit konnte das Boot theoretisch bis zu drei Tage unter Wasser fahren.
Als VII C-Boot hatte auch U 965 an der Oberfläche eine Wasserverdrängung von 769 t und unter Wasser 871 t. Es war insgesamt 67,1 m lang, 6,2 m breit, 9,6 m hoch mit einem 50,5 m langen Druckkörper und hatte einen Tiefgang von 4,74 m. Das in der Hamburger Werft Blohm & Voss gebaute U-Boot wurde von zwei Viertakt-Dieselmotoren F46 mit je 6 Zylindern und Ladegebläse der Kieler Germaniawerft mit einer Leistung von 2060 bis 2350 kW, bei Unterwasserbetrieb mit zwei Elektromotoren GU 460/8–27 von AEG mit einer Leistung von 550 kW angetrieben. Es hatte zwei Antriebswellen mit zwei 1,23 m großen Schiffsschrauben. Das Boot war zum Tauchen bis in Tiefen von 230 m geeignet.
U 965 war mit fünf 53,3-cm-Torpedorohren – vier am Bug und eins am Heck – und vierzehn Torpedos, einer 8,8-cm-Kanone SK C/35 mit 220 Schuss Munition, einer 3,7-cm-FlaK M42 18/36/37/43 und zwei 2-cm-FlaK C/30 ausgestattet.

## Einsatz und Geschichte
Vom 25. Februar bis zum 31. Dezember 1943 fuhr U 965 als Ausbildungsboot bei der 5. U-Flottille. Bis zum 30. September 1944 wurde es bei der 11. U-Flottille als Frontboot eingesetzt, unter anderem bei der Sicherung eines Wetterbeobachtungstrupps im Rahmen des Unternehmens Edelweiß II.
Anschließend kam U 965 zur 13. U-Flottille, wo es bis zu seiner Versenkung verblieb.

### Versenkung
Durch Wasserbomben der britischen Fregatten HMS Conn und HMS Rupert wurde  U 965 am 30. März 1945 westlich von Cape Wrath versenkt. Es gab keine Überlebenden.